# Sokolsky (huyện của Ivanovo)
Huyện Sokolsky (tiếng Nga: ? райо́н) là một huyện hành chính tự quản (raion), của Tỉnh Ivanovo, Nga. Huyện có diện tích 2304 kilômét vuông, dân số thời điểm ngày 1 tháng 1 năm 2000 là 18500 người. 